# Gheorghi Vițin
Gheorghi Mihailovici Vițin (în rusă Гео́ргий Миха́йлович Ви́цин; n. 5/18 aprilie 1917, Terijoki, Terijoki⁠(d), Finlanda – d. 22 octombrie 2001, Moscova, Rusia) a fost un actor rus de teatru și film, Artist al Poporului din URSS (1990).
Împreună cu Iuri Nikulin și Evgheni Morgunov a format o tripletă comică legendară în cinematografia sovietică.

## Filmografie
- 1945 Salut Moscova! – lucrătorul de cale ferată
- 1946 Glinka, regia Leo Arnștam – spectatorul
- 1951 Belinski – Nikolai Gogol
- 1952 Compozitorul Glinka – Nikolai Gogol
- 1954 Jucătorul de rezervă (Запасной игрок) – Vasia Vesnușkin
- 1955 Mexicanul, regia Vladimir Kaplunovski – Billy Carthey
- 1955 Maxim Perepelița (Максим Перепелица), regia Anatoli Granik – bunelul Musii
- 1955 A douăsprezecea noapte – sir Andrew
- 1956 Ea vă iubește – Kostea Kanareikin
- 1956 Omor pe strada Dante  Pitu
- 1957 Luptătorul și clovnul (Борец и клоун), regia Boris Barnet și Konstantin Iudin – Enrico
- 1957 Don Quijote (Дон Кихот), regia Grigori Kozințev – Sanson Carrasco
- 1957 Новый аттракцион – Semion Ilici
- 1958 Logodnic de pe lumea cealaltă (Жених с того света) – Ficusov
- 1958 Fata cu chitara (Девушка с гитарой) – Sviristinski, regia Aleksandr Faințimmer
- 1958 Părinți și copii (Отцы и дети / Otțî i deti), regia Adolf Bergunker și Natalia Rașevskaia
- 1959 Vasili Surikov (Василий Суриков), regia Anatoli Rîbakov : Ilia Repin
- 1959 Я был спутником Солнца
- 1960 Capătul Beriozovkăi vechi
- 1961 Câinele Barbos și ineditul cros : lașul
- 1961 Țuicarii (Самогонщики) : lașul
- 1961 Artistul din Kohanovka : Дед Кузьма
- 1962 Путь к причалу : интеллигент в вытрезвителе
- 1962 Oameni solizi (Деловые люди) : Sam
- 1963 Istorioare scurte (Короткие истории)
- 1963 Kain XVIII (Каин XVIII) : călăul
- 1963 Primul troleibuz (Первый троллейбус) — bețivul
- 1963 Pasărea oarbă (Слепая птица), regia Boris Dolin — pasagerul din tren
- 1964 Nunta lui Balzaminov (Женитьба Бальзаминова) — Mișa Balzaminov
- 1964 Iepurașul (Зайчик) — assistant director
- 1964 Povestea despre timpurile pierdute (Сказка о потерянном времени) – evil wizard Andrew
- 1964 Весенние хлопоты — unchiul Pudia
- 1965 Дайте жалобную книгу – lașul
- 1965 Operațiunea Î, regia Leonid Gaidai
- 1965 Drumul spre mare (Дорога к морю)
- 1966 Cine a inventat roata? (Кто придумал колесо?)
- 1966 Prizoniera din Caucaz (Кавказская пленница, или Новые приключения Шурика), regia Leonid Gaidai
- 1966 Formula curcubeului - Director of the toy factory
- 1967 Salvați naufragiatul (Спасите утопающего)
- 1968 Șapte bătrâni și o fată
- 1968 Старая, старая сказка — wizard
- 1969 La al treisprezecelea ceas al nopții (В тринадцатом часу ночи) — Овинный
- 1969 Кабачок «13 стульев» — pan Cypa
- 1970 A păși de pe acoperiș (Шаг с крыши) — englezul
- 1970 Cum noi l-am căutat pe Tișka (Как мы искали Тишку) — Petty Officer Stepanov
- 1970 Опекун — Tebenkov
- 1971 Povestea veselă (Весенняя сказка) — Tsar Berendey
- 1971 12 scaune — монтёр Мечников
- 1971 Gentlemenii baftei — Gavrila Șeremetev (Sad Sack)
- 1971 Umbra — doctorul
- 1972 Căpitanul tutunului — bucătarul
- 1972 Dușman de moarte
- 1973 Dar dumneavoastră ați iubit vreodată? … А вы любили когда-нибудь? — Вторая бабушка и Олин папа
- 1973 Pământul lui Sannikov — Ignatii
- 1973 Minciunos incorigibil — Aleksei Ivanovici Tiutiurin
- 1973 Chipollino — avocatul Mazăre
- 1974 Дорогой мальчик — Macintosh
- 1974 Soarta mea (Моя судьба) — bețivul
- 1974 Rapsodia nordică (Северная рапсодия) — seller
- 1974 Țarevici Proșa — «King Katorz IX»
- 1975 Finist, bravul uliu — Agafon
- 1975 Шаг навстречу — человек в буфете
- 1975 Automobilul, vioara și câinele Kleaksa (Автомобиль, скрипка и собака Клякса) — Banjo/chitară
- 1975 Imposibil! (Не может быть!) — tatăl
- 1975 Большой аттракцион — Gankin
- 1976 Păstorul Ianka (Пастух Янка) — prințul Kukimor
- 1976 Весёлое сновидение, или Смех и слёзы — Krivello
- 1976 Пока бьют часы — Дедушка, еликий садовник
- 1976 Pasărea albastră (Синяя птица)
- 1976 12 scaune – Bezenciuk
- 1977 Маринка, Янка и тайны королевского замка — Prințul Kukimor
- 1977 Солнце, снова солнце
- 1980 După chibrituri (За спичками) — Tahvo Kenonen
- 1980 Комедия давно минувших дней
- 1985 Rivalele (Соперницы) — old man
- 1985 Pericol pentru viață! (Опасно для жизни!) — Aleksandr Ciokolov
- 1986 Путешествие пана Кляксы
- 1986 Я вожатый форпоста
- 1992 Împușcătură în sicriu (Выстрел в гробу) — colonelul Zakusneak
- 1993 Băieții bravi (Бравые парни) — Griboiedov
- 1994 Domnilor artiști (Господа артисты) — Nil Palîci
- 1994 Câteva istorii de dragoste (Несколько любовных историй) — Fornari
- 1994 Hagi-Tragger (Хаги-Траггер) — Ghenrih Ianovici

## Dublură voce
- 1975 – Căluțul cocoșat — Curteanul
- 1982 – Vrăjitorii (Чародеи) — pisica vorbitoare